# 埃利·伊沙伊
埃利亚胡·埃利·伊沙伊（希伯來語：‎，1962年12月26日—），以色列政治人物，现任沙斯党领导人。现任以色列副总理、以色列内政部长。

## 生平
1987-1988年，埃利·伊沙伊担任耶路撒冷市议会成员，开始从政生涯。1996年进入以色列国会担任议员，并在本雅明·内塔尼亚胡政府中担任劳工与福利部部长。